# Frodolfo
Il Frodolfo è un torrente della provincia di Sondrio.

## Percorso
La sorgente del torrente si trova nel ghiacciaio dei Forni, nel gruppo dell'Ortles-Cevedale. Il corso d'acqua percorre la Valfurva e confluisce da sinistra nel fiume Adda poco dopo l'abitato di Bormio, in Alta Valtellina.
L'alveo del fiume è interamente compreso nei comuni di Valfurva e Bormio, in provincia di Sondrio. Da Santa Caterina di Valfurva a Bormio è costeggiato dalla Strada Statale 300 che collega Bormio a Ponte di Legno, in provincia di Brescia, attraverso il Passo di Gavia.
I suoi principali affluenti sono il torrente Gavia, che si immette all'altezza di Santa Caterina da sinistra, e lo Zebrù, da destra. Il Frodolfo è uno dei principali affluenti dell'Adda nell'Alta Valtellina e le sue acque, alla frazione Uzza del Comune di Valfurva, vengono parzialmente incanalate e condotte tramite tunnel sino a Grosio.

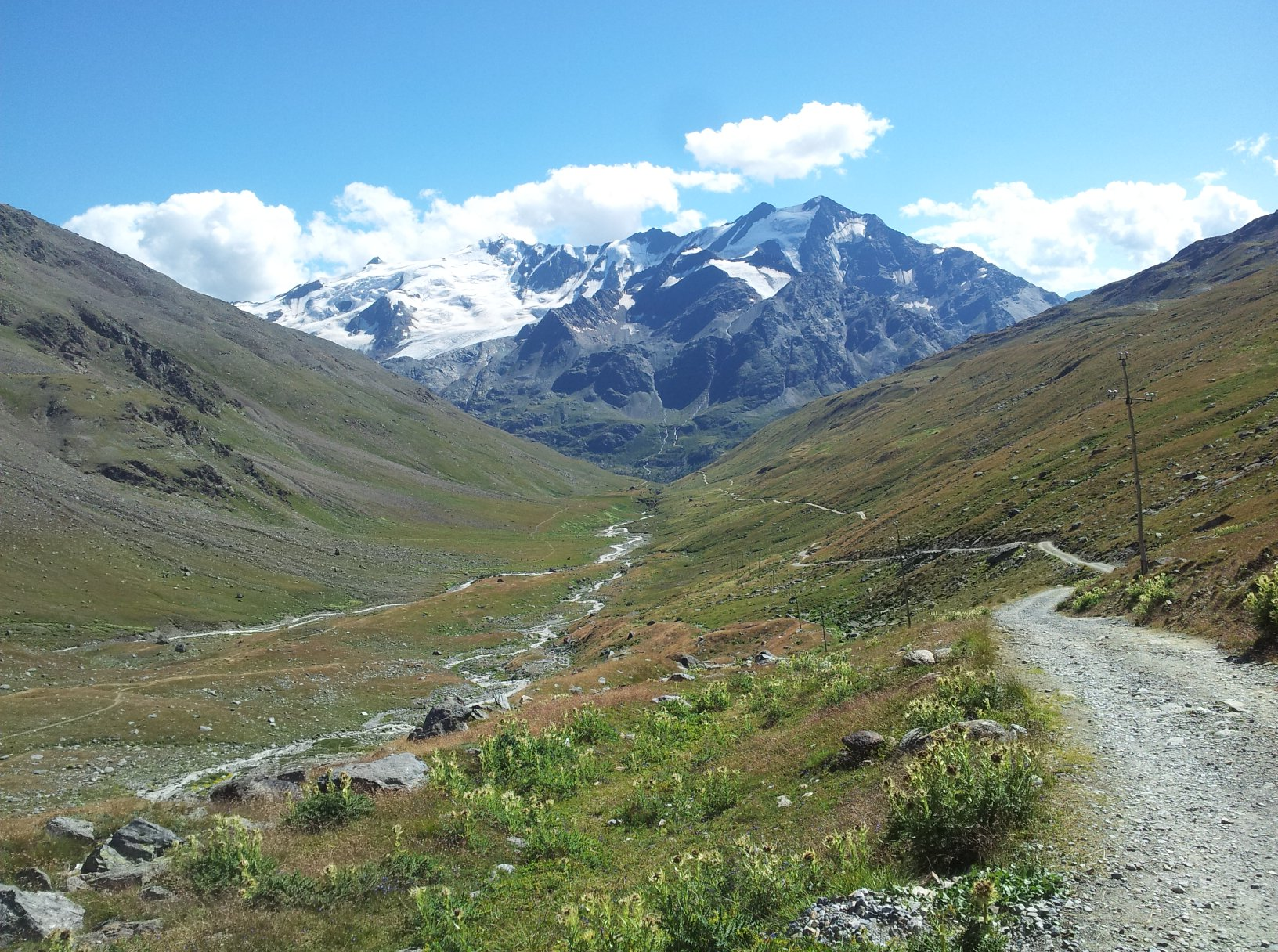
Torrente Cedec